# Evangelium (Liturgie)

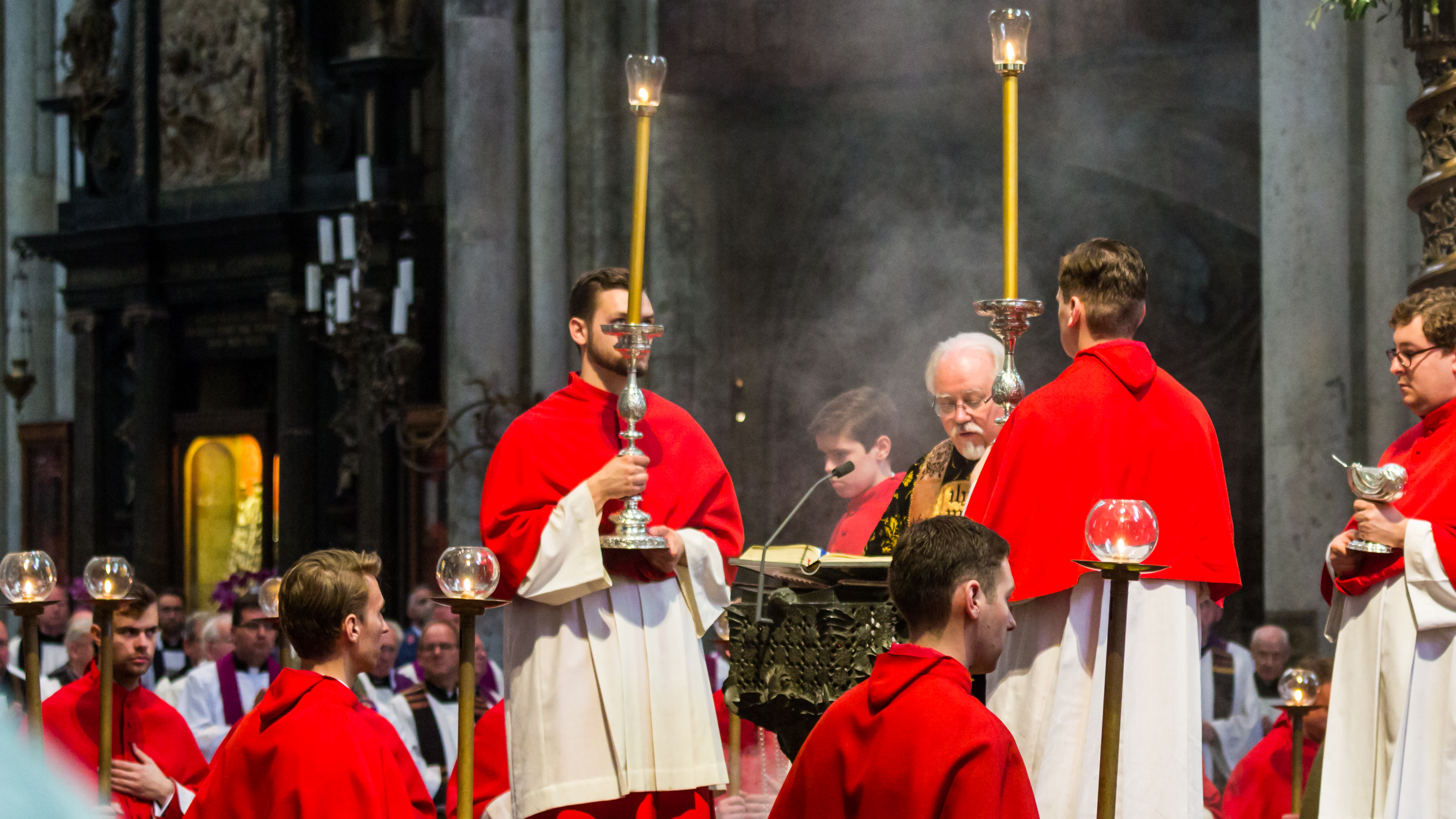
Lesung aus dem Evangelium im Kölner Dom durch den Domdiakon

Das Wort Evangelium ist in der christlichen Liturgie die Kurzbezeichnung für die letzte der (zwei oder drei) Schriftlesungen innerhalb des Gottesdienstes, die einem der vier Evangelien des Neuen Testaments entnommen ist.
Das liturgische Evangelium ist der Höhepunkt des Wortgottesdienstes, weil in ihm die Stimme Christi erklingt. Es wird – außer in der Fastenzeit – mit dem Ausruf des Halleluja und dem dazugehörenden Halleluja-Vers begrüßt und in der katholischen Messfeier mit Leuchtern und Weihrauch geehrt. Oft erfolgt dies im Rahmen einer feierlichen Evangelienprozession, in der das meist kostbar gefasste und geschmückte Evangelistar vom Altar zum Ambo getragen und dabei von Weihrauch und Leuchtern begleitet wird.
Der Vortrag des Evangeliums in der römisch-katholischen Messe ist dem Diakon, ersatzweise dem Priester vorbehalten. In evangelischen Kirchen werden die Lesungen häufig auch von Laien gehalten.
Auf das Sonntagsevangelium (teils unmittelbar, teils nach dessen Auslegung in der Homilie bzw. Predigt) antwortet die Gemeinde mit dem Credo, bevor Fürbitten und Gabenbereitung zur Eucharistie bzw. Abendmahlsfeier überleiten.
Die Auswahl der Abschnitte des Evangeliums an den einzelnen Sonn- und Feiertagen folgt in der evangelischen Kirche der Perikopenordnung, in der katholischen der Leseordnung.